# A545 Vikar og A546 Stella Polaris
Søværnets fartøjer A545 Vikar og A546 Stella Polaris blev oprindeligt bygget for DanPilot, hvor de blev brugt som lodsfartøjer. I forlængelse af Folketingets beslutning om at sende et maritimt bidrag til den europæiske grænse- og kystvagt, også kendt som FRONTEX, blev det besluttet at købe de to pensionerede lodsfartøjer til opgaven. Der blev ligeledes købt tre fartøjer til Marinehjemmeværnet.
Efter et hovedeftersyn på Grenaa Værft og efterfølgende sensoropgradering blev fartøjerne meldt operative d. 16. august 2019.
| Pnt. | Navn           | Bygget        | Operativ        | Skæbne   | Kaldesignal |
| A545 | Vikar          | November 1997 | 16. august 2019 | Operativ | OVKJ        |
| A546 | Stella Polaris | Maj 1994      | 16. august 2019 | Operativ | OVKK        |

## Joint Operation Poseidon
Fra primo september 2019 har A545 Vikar og A546 Stella Polaris været en del af FRONTEX's Operation Poseidon, hvor enhedernes opgave bl.a. består af at støtte de græske myndigheders grænseovervågning, samt redning af immigranter i farvandet mellem Tyrkiet og Grækenland.